# Jean Negulesco
Jean Negulesco, de son vrai nom Ioan Negulescu, né le 26 février 1900 à Craiova (Roumanie) et mort le 18 juillet 1993 à Marbella (Espagne), est un réalisateur roumain naturalisé américain.

## Biographie
En 1915, il immigre à Vienne mais revient à Bucarest en 1919 et se tourne vers la peinture. Il séjourne à Paris pour étudier les arts plastiques à l'Académie Julian et travaille comme décorateur au théâtre de Craiova au cours de la saison 1926-1927. En 1927, il se rend à New York pour y exposer ses peintures ; il s'établit à Los Angeles où il devient portraitiste.
À partir des années 1930, il est tour à tour assistant-producteur, réalisateur de seconde équipe et scénariste.
Il poursuit sa carrière de réalisateur aux États-Unis en 1939, chez Warner Bros, travaillant avec Joan Crawford et John Garfield dans Humoresque (1947) ou avec Jane Wyman dans Johnny Belinda (1948).
En 1946, il épouse l'actrice et pin-up Dusty Anderson, aux côtés de laquelle il passera le reste de sa vie.
Dans les années 1950, il réalise des films pour la 20th Century Fox, dont certains demeurent de grands succès comme Comment épouser un millionnaire (How to Marry a Millionnaire) et Titanic (1953) ainsi que La Fontaine des amours (Three Coins in the Fountain) (1954).
La critique de cinéma Manuela Cernat dit de Jean Negulesco : « Il était un excellent cuisinier, tout le monde le savait, et lorsqu’il invitait ses amis à dîner chez lui, ses amis étant, entre autres, Katharine Hepburn, Spencer Tracy et Greta Garbo, il préparait toujours pour eux un plat roumain : les fameuses sarmales accompagnées de mamaliga ».
Il a une étoile sur le Hollywood Walk of Fame au 6212 Hollywood Boulevard.

## Filmographie
- 1936 : L'Agent Cyclone (en) (Crash Donovan)
- 1941 : La Femme de Singapour (Singapore Woman)
- 1944 : Le Masque de Dimitrios (The Mask of Dimitrios)
- 1944 : Révolte dans la vallée (Roaring Guns), court métrage de 19 min
- 1944 : Les Conspirateurs (The Conspirators)
- 1946 : Trois Étrangers (Three Strangers)
- 1946 : Meurtre au port (Nobody Lives Forever)
- 1946 : Humoresque
- 1947 : Le Repaire du forçat (Deep Valley)
- 1948 : Johnny Belinda
- 1948 : La Femme aux cigarettes (Road House)
- 1949 : La Rue interdite (Britannia Mews)
- 1950 : Captives à Bornéo (Three Came Home)
- 1950 : La Belle de Paris (Under My Skin)
- 1950 : Moineau de la Tamise (The Mudlark)
- 1951 : Le Temps des cerises (Take Care of My Little Girl)
- 1952 : Appel d'un inconnu (Phone Call from a Stranger)
- 1952 : Lydia Bailey
- 1952 : Prisonniers du marais (Lure of the Wilderness)
- 1952 : La Sarabande des pantins (O'Henry's Full House - segment The Last Leaf)
- 1953 : Titanic
- 1953 : Vicky (Scandal at Scourie)
- 1953 : Comment épouser un millionnaire  (How to Marry a Millionnaire)
- 1954 : La Fontaine des amours (Three Coins in the Fountain)
- 1954 : Les femmes mènent le monde (Woman's World)
- 1955 : Papa longues jambes (Daddy Long Legs)
- 1955 : La Mousson (The Rains of Ranchipur)
- 1956 : The Dark Wave (en), court-métrage
- 1957 : Ombres sous la mer (Boy on a Dolphin)
- 1958 : La Femme que j'aimais (The Gift of Love)
- 1958 : Un certain sourire (A Certain Smile)
- 1959 : J'ai épousé un Français (Count Your Blessings)
- 1959 : Rien n’est trop beau (The Best of Everything)
- 1962 : La Sage-femme, le Curé et le Bon Dieu (Jessica)
- 1964 : Trois Filles à Madrid (The Pleasure Seekers)
- 1970 : Les Héros de Yucca (The Invincible Six)
- 1970 : Hello-Goodbye